# Ипсилон
Υ, υ (название: и́псилон, греч. ύψιλον, др.-греч. ὖ ψιλόν) — 20-я буква греческого алфавита. В системе греческой алфавитной записи чисел имеет числовое значение 400. Происходит от финикийской буквы 𐤅 — вав. От буквы ипсилон произошли латинские буквы U, V, W и Y, кириллические ижица (Ѵ) и, косвенным образом, У, а также разнообразные их модификации.
В русском языке нет точного соответствия древнегреческому звуку [y], поэтому его обычно передают буквами «ю» либо «и». Истинное же произношение лежит между ними (чтобы его воспроизвести, рекомендуют сложить губы для произношения у, а языком произносить и).
Строчной ипсилон (υ) часто путают со строчной же буквой ню (ν); отличие в нижней части: у буквы ню она заостренная, а у ипсилона — круглая.

## История
Древнегреческое название ὖ ψιλόν обозначает «простое „у“» — в противоположность составному, выражаемому диграфом ου.
Первоначально буква υ обозначала звук [u] (русское «у»), а также использовалась как компонент диграфов αυ, ευ, ου, обозначавших соответствующие дифтонги. В результате фонетических изменений в греческом языке уже в классическое время она стала обозначать звук [y] (как буква U во французском языке или Ü (U с умлаутом) в немецком); в то же время диграф ου, ранее обозначавший дифтонг [ou], стал читаться как просто [u]. В современном же греческом языке υ обозначает звук [i] (русское «и»), а в позиции между гласными — звук [v] (русское «в»).
Ветви этой буквы иногда называются самосскими ветвями, так как у Пифагора из Самоса символизировали разделяющиеся пути добродетели и порока.